# Fabio Gaetaniello
Fabio Gaetaniello (Livorno, 25 agosto 1958) è un ex rugbista a 15 e allenatore di rugby a 15 italiano, in carriera attivo nel ruolo di tre quarti centro, 30 volte internazionale per l'Italia, con la quale a preso parte alle prime due edizioni della Coppa del Mondo di rugby nel 1987 1991.

## Biografia
Inizialmente nel CUS Pisa sotto la guida tecnica del padre Luigi e insieme a suo fratello Fabrizio, anch'egli rugbista e internazionale, Fabio Gaetaniello esordì in campionato con il Livorno nel 1978; due anni dopo fu la volta della sua prima partita in Nazionale maggiore, contro la Spagna; fu tra coloro che scesero in campo per la prima partita in assoluto della Coppa del Mondo di rugby, nel 1987 contro la Nuova Zelanda; prese anche parte, quattro anni dopo, alla Coppa del Mondo di rugby 1991 in Inghilterra. Chiuse l'esperienza in Nazionale nel 1991 con 30 presenze.
Rappresentò, a livello di club, anche il Parma per sei stagioni, prima di fare ritorno a Livorno e chiudervi la carriera da giocatore nel 1994 e iniziarvi contemporaneamente quella da allenatore.
Dopo aver guidato il Livorno e la Nazionale italiana a 7, nel 2006 assunse, in coppia con Andrea De Rossi, il club pratese dei I Cavalieri, condotto alla promozione nel Super 10 alla fine della stagione 2008-09; il suo incarico è finito al termine del campionato 2010-11, in cui I Cavalieri sono giunti fino alla semifinale scudetto.